# Júdás (keresztnév)
A Júdás a héber Júda név görög-latin változata.

## Jelentés, eredet
- hud  + Jahve, vagyis: magasztal, dicsőít + Isten, Aki van
- Jehuda: Isten + magasztal, dicsőít.
- Jouda: görög változat, melyből lett a latin
- Juda, mint személy-, törzs- és országnév
- Judas: görög-latin forma, melyből ered a Júdás, vagyis magyaros forma

## Nevezetes Júdások
- Júdás apostol
- Iskarióti Júdás

## Névnapok
- Június 19.
- Október 28.